# Tramway de Tallinn
Le tramway de Tallinn (estonien : Trammiliiklus Tallinnas)  est un tramway fonctionnant à Tallinn en Estonie.
Il est composé de quatre lignes, une cinquième ligne vers l'aéroport est en projet.

## Histoire
Le tramway de Tallinn est mis en service le 24 août 1888. Il comporte alors une seule ligne. En 1902, celle-ci réseau mesure près de 7 km, et fonctionne par traction hippomobile. En 1915, une seconde ligne est construite par les entreprises du quartier de Kopli, afin d'améliorer le transport de leurs employés: à l'origine, cette ligne fonctionne à la vapeur. Le centre-ville se dote également de deux autres lignes, elles aussi hippotractées. La première guerre mondiale met un terme en 1919 à l'utilisation des chevaux. La ligne deux, utilisant la vapeur, continue de fonctionner, mais les autres doivent cesser leurs activités. Après un arret de deux ans, le réseau est relancé en utilisant le pétrole. Depuis le 28 octobre 1925, en revanche, le réseau est électrifié. En 1931, la ligne de Kopli est convertie entièrement au pétrole. Huit ans plus tard, le réseau, très populaire, transporte 143 millions de passagers. En 1940, le réseau mesure 13,4 km, dont 5,1 pour la ligne de Kopli, qui cours de l'université de Technologie jusqu'à la gare de Talinn-Baltique. Il faut attendre 1951 -soit après l'annexion de l'estonie par l'Union soviétique- pour que cette dernière soit électrifiée. Les années 50 seront riches pour le réseau, puisque deux ans plus tard, celle-ci est enfin connectée au centre-ville place de Viru. À partir de là, le réseau connait très peu de changement: restant intégralement électrifié, sur quatre lignes, les seules modifications sont quelques prolongations de lignes, ou des modernisations des wagons.
Les rames sont de type Tatra KT4 modèle SU et de Tatra KTNF6.
En septembre 2017, La ligne 4 a été prolongée de 2 stations en direction de l'aéroport.

## Statistiques
L'évolution des chiffres clés du tramway de Tallinn sont:
|                                    | 2010 | 2011 | 2012 | 2013 | 2014 |
| ---------------------------------- | ---- | ---- | ---- | ---- | ---- |
| Nombre de lignes                   | 4    | 4    | 4    | 4    | 4    |
| Longueur des lignes (km)           | 33   | 33   | 33   | 33   | 33   |
| Nombre de véhicules en circulation | 52   | 55   | 54   | 53   | 39   |
| Kilomètres parcourus (x 1000 km)   | 2921 | 3019 | 3014 | 3037 | 2594 |
| Nombre de voyages (Millions)       | 24   | 33   | 33   | 26   | 20   |

## Le réseau actuel
En 2023, le réseau est composé de quatre lignes :
| Ligne   | Trajet             | Nombre de stations | Plan |
| ------- | ------------------ | ------------------ | ---- |
| Ligne 1 | Kopli - Kadriorg   | 17 / 17            |      |
| Ligne 2 | Kopli - Suur-Paala | 23 / 24            |      |
| Ligne 3 | Tondi - Kadriorg   | 11 / 10            |      |
| Ligne 4 | Tondi - Lennujaam  | 16 / 15            |      |

### Ligne 1
- Liste des stations de la ligne 1 entre Kadriorg et  Kopli :

Kadriorg, J. Poska, Tallinna Ülikool, Hobujaama, Mere puiestee, Kanuti, Linnahall, Põhja puiestee, Balti jaam, Telliskivi, Salme, Volta, Krulli, Angerja, Sitsi, Maleva, Sirbi, Marati, Sepa, Kopli
- Liste des stations de la ligne 1 entre Kopli et  Kadriorg :

Kopli, Sepa, Marati, Sirbi, Maleva, Sitsi, Angerja, Krulli, Volta, Salme, Telliskivi, Balti jaam, Põhja puiestee, Linnahall, Kanuti, Mere puiestee, Hobujaama, Tallinna Ülikool, L. Koidula, Kadriorg

### Ligne 2
- Liste des stations de la ligne 2 entre Suur-Paala et  Kopli :

Suur-Paala, Väike-Paala, Pae, Majaka põik, Sikupilli, Majaka, Lubja, Bussijaam, Keskturg, Paberi, Hobujaama, Mere puiestee, Kanuti, Linnahall, Põhja puiestee, Balti jaam, Telliskivi, Salme, Volta, Krulli, Angerja, Sitsi, Maleva, Sirbi, Marati, Sepa, Kopli
- Liste des stations de la ligne 2 entre Kopli et  Suur-Paala :

Kopli, Sepa, Marati, Sirbi, Maleva, Sitsi, Angerja, Krulli, Volta, Salme, Telliskivi, Balti jaam, Põhja puiestee, Linnahall, Kanuti, Mere puiestee, Hobujaama, Paberi, Keskturg, Bussijaam, Lubja, Majaka, Sikupilli, Majaka põik, Väike-Paala, Suur-Paala.

### Ligne 3
- Liste des stations de la ligne 3 entre Kadriorg et Tondi :

Kadriorg, J. Poska, Tallinna ülikool, Hobujaama, Viru, Vabaduse väljak, Kosmos, Vineeri, Tallinn-Väike, Tondi
- Liste des stations de la ligne 3 entre Tondi et Kadriorg :

Tondi, "Kalev", Tallinn-Väike, Vineeri, Kosmos, Vabaduse väljak, Viru, Hobujaama, Tallinna ülikool, L. Koidula, Kadriorg

### Ligne 4
- Liste des stations de la ligne 4 :

Tondi, Kalev, Tallinn-Väike, Vineeri, Kosmos, Vabaduse väljak, Viru, Hobujaama, Paberi, Kesktur, Bussijaam, Lubja, Majaka, Sikupilli, Majaka põik, Ülemiste jaa, Ülemiste linna, Lennujaam

## Matériel roulant

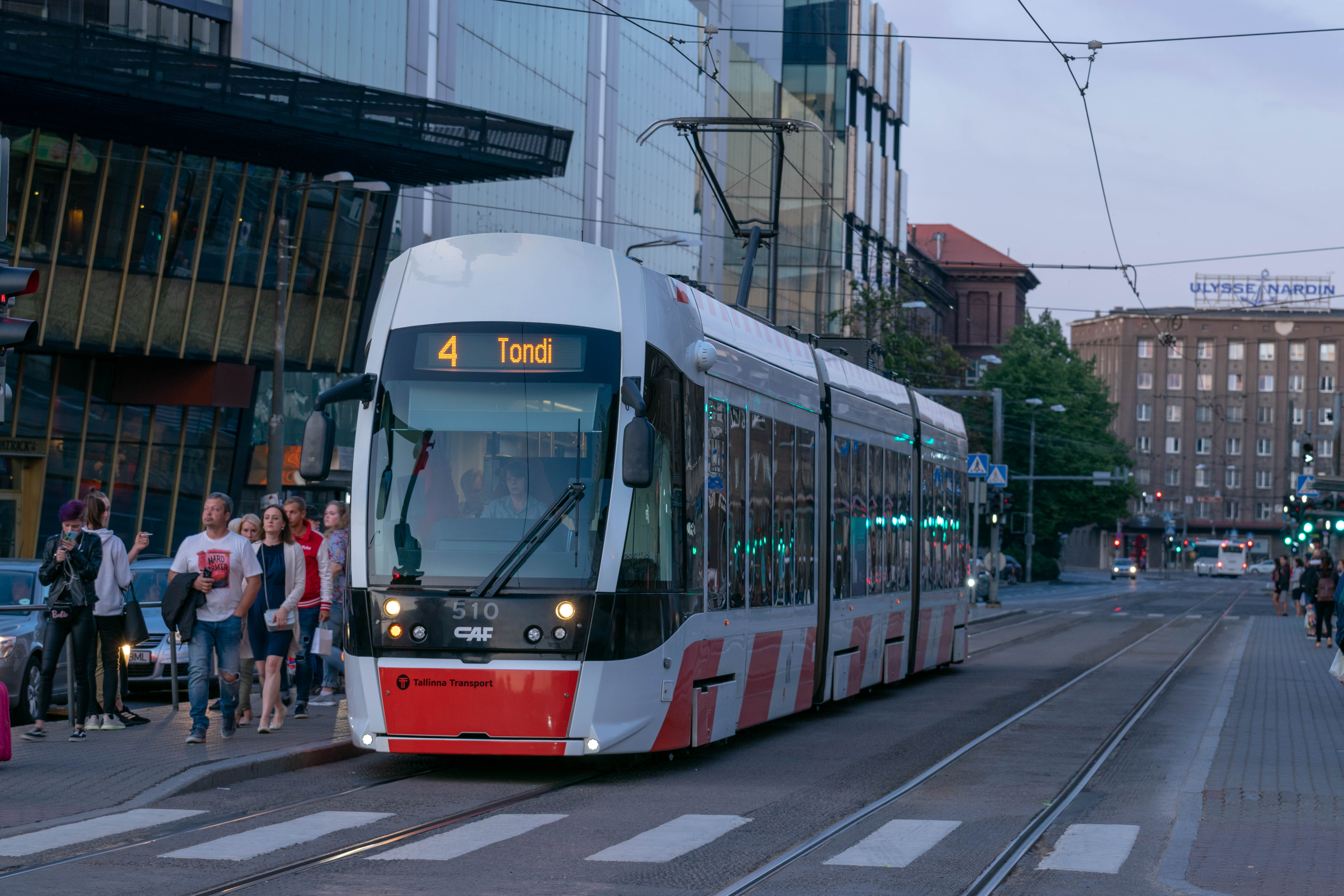
CAF Urbos AXL

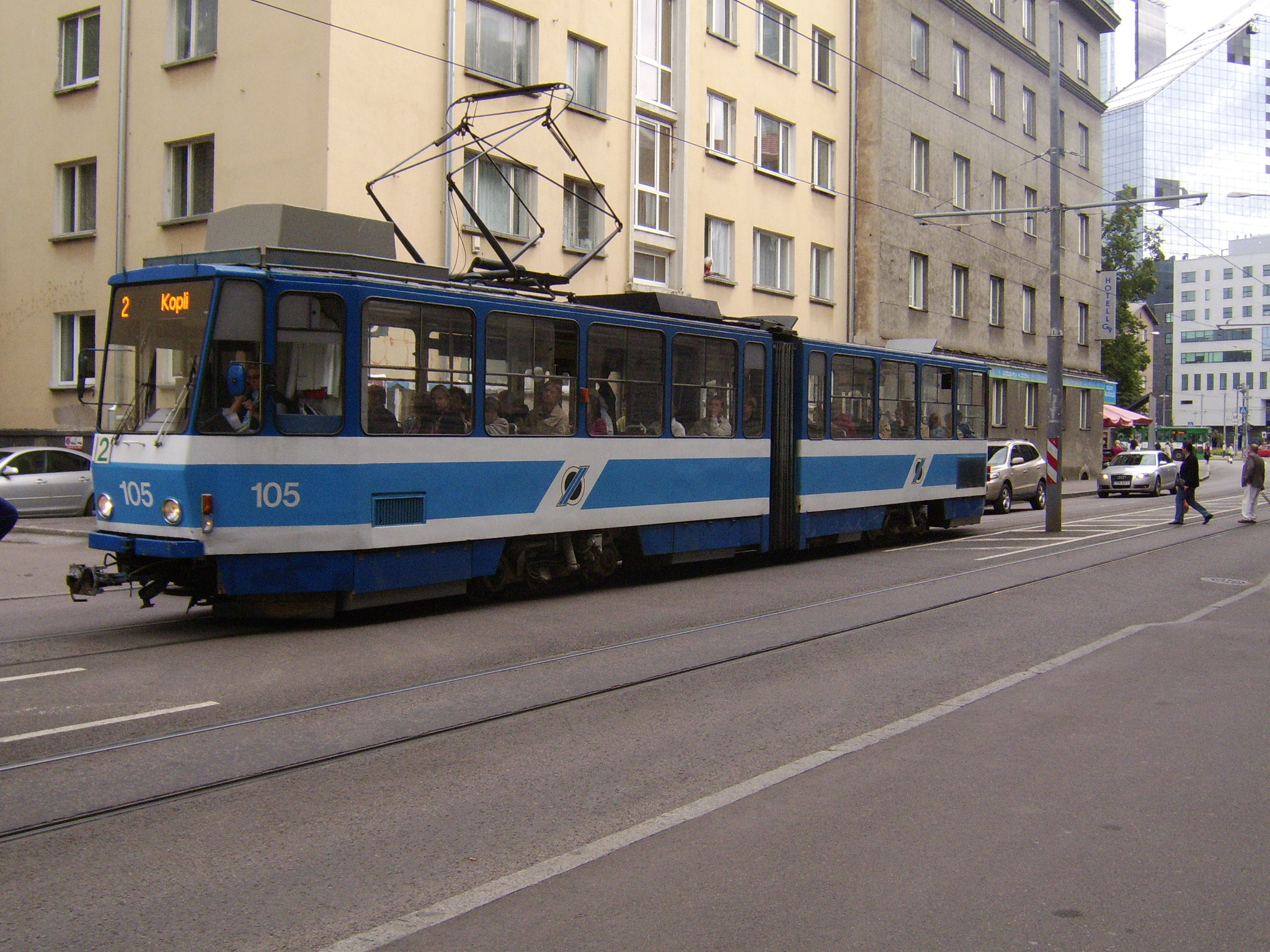
Tatra KT4

Le parc actuel est composé de 110 rames dont 106 sont utilisées : 70 rames Tatra KT4  (dont 47 KT4D, 10 KT4SU et 1 KT4DM), 15 rames Tatra KTNF6T, 17 rames CAF Urbos 3, 4 rames Tatra T4SU et 4 rames préservées de type Gotha G4.
En 2012, une commande de 17 rames a été faite à l'entreprise espagnole CAF pour un total de 44,25 million d'euros. Elles sont affectées aux lignes 3 et 4.
En 2022, 23 nouvelles rames sont commandés mais cette fois-ci au constructeur polonais PESA avec son modèle Twist. Ce modèle,d'une longueur de 28,6 m commence à être livré dès 2024.

## Tarification
Depuis 2013, Tallinn est la première grande ville et la première capitale du monde à instaurer la gratuité des transports en commun dans toute la ville à tous ses résidents .

## Projets

### Ligne 2
Il est actuellement en phase d'étude un prolongement de la ligne 2 vers l'est en direction du quartier de Lasnamäe.

### Ligne de Vanasadama
Une nouvelle ligne de tramway vers Vanasadama est en construction entre l'aéroport et le port de passagers Vanasadama.
La construction de la ligne de tramway Vanasadama a commencé en mars 2023. À la fin des travaux, la nouvelle ligne sera longue de près de 2,5 kilomètres.
La nouvelle ligne partira du croisement des rues Kivisilla et Gonsiori puis suivra les rues Laikmaa, Hobujaama et Ahtri jusqu'à la zone portuaire.
Par les rues Laeva, Kuunari et Kai, il passera devant le terminal A du port, et par les rues Logi et Rumbi il passera sous Linnahall.
En atteignant le Kultuurikatel, la nouvelle ligne rejoindra la ligne 1.

## Galerie d'image

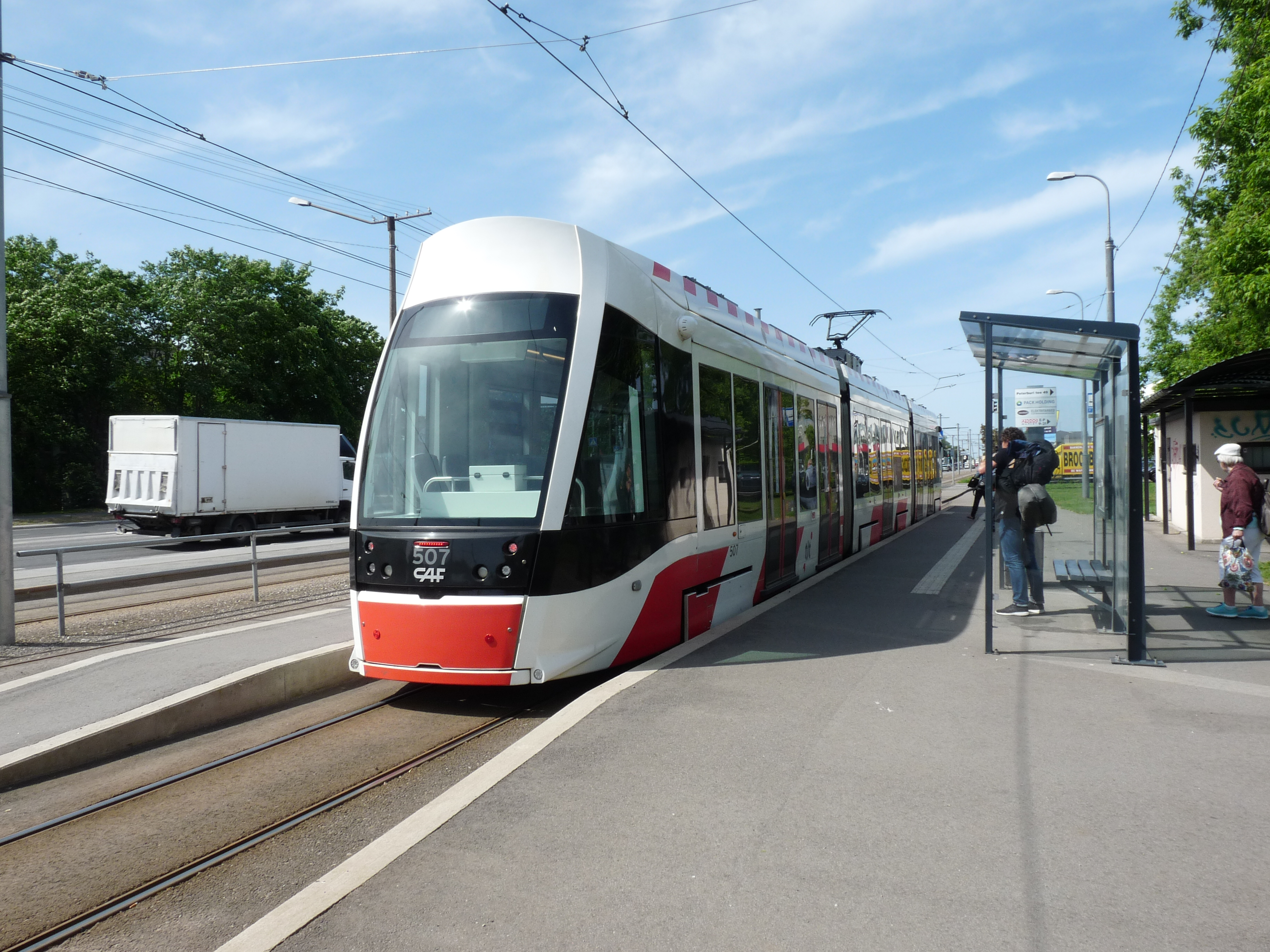
CAF Urbos AXL à une station.
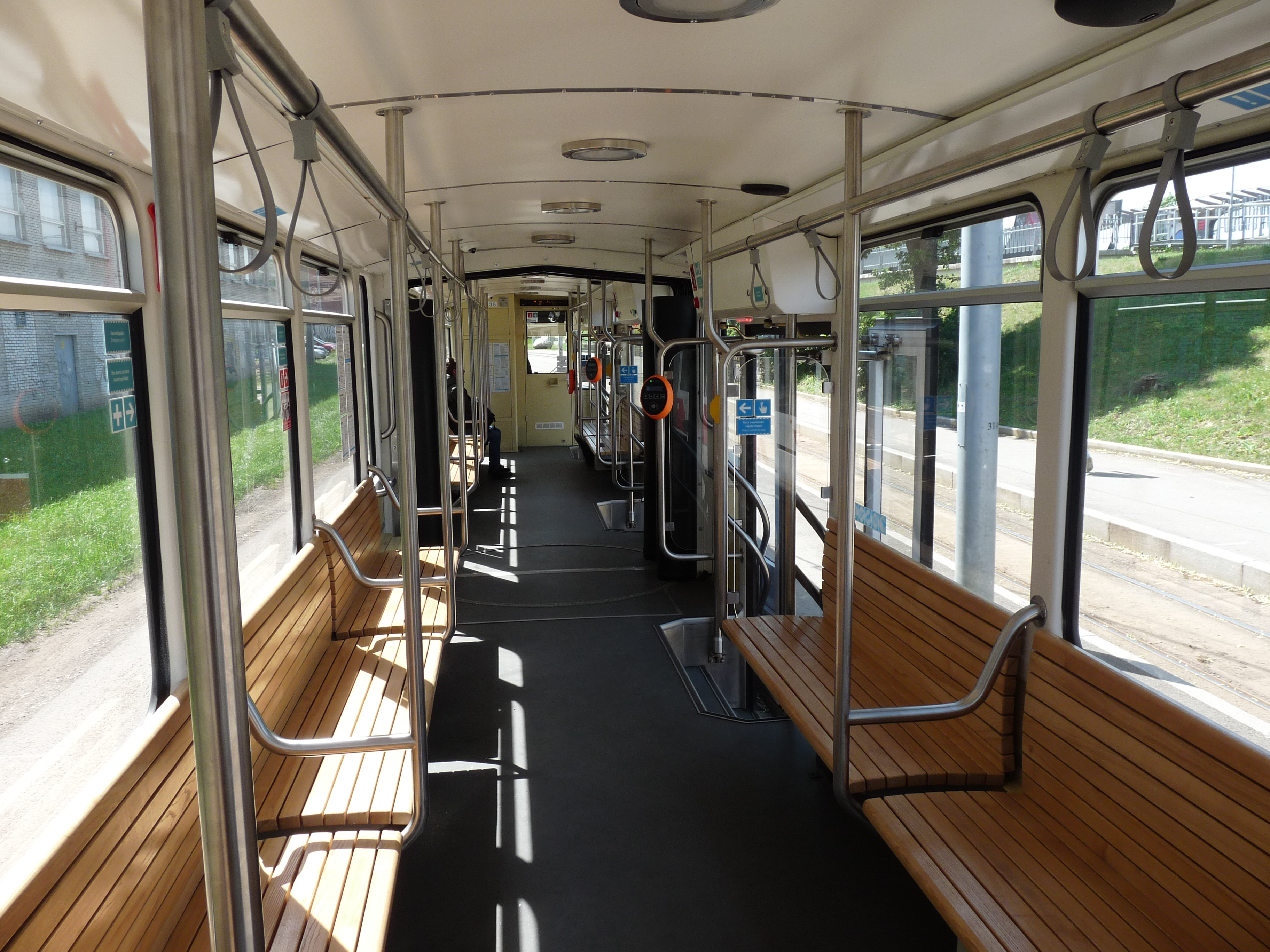
Intérieur d'un Tatra KT4.
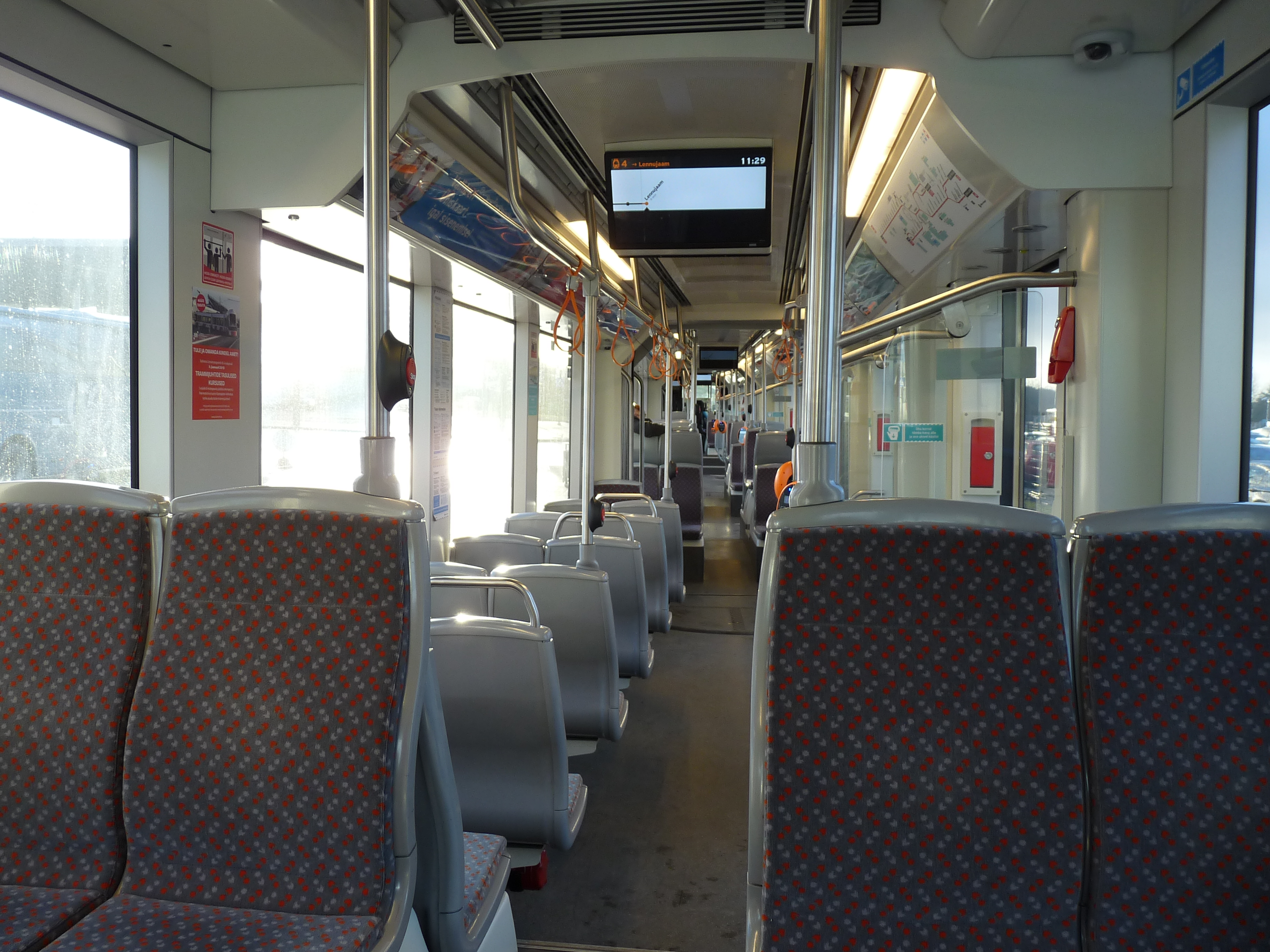
Intérieur d'un CAF Urbos AXL.
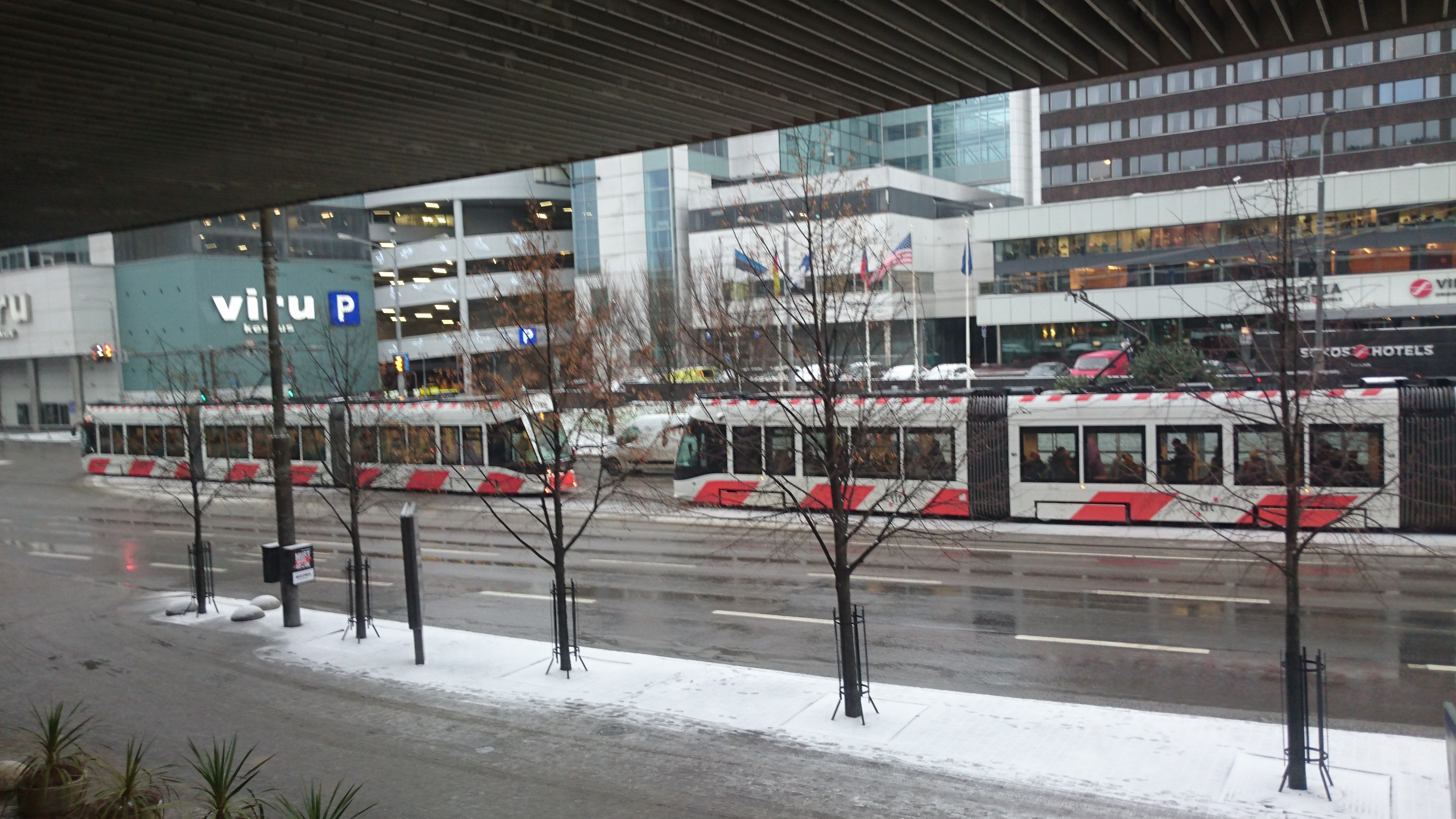
Tram dans le quartier de Viru].